# Prix national d'arts plastiques (Espagne)
Le Prix national des arts plastiques (en espagnol : Premio Nacional de Artes Plásticas) est un prix artistique qui est décerné chaque année depuis 1980 par le ministère espagnol de la culture. Il récompense l'œuvre d'un plasticien qui, par sa création artistique, a contribué à enrichir le patrimoine culturel espagnol. Le prix est doté de 30 000 euros.
Les candidats au prix sont présentés par les membres du jury ou par des entités liées aux activités artistiques ou culturelles faisant l'objet du prix, au moyen de propositions motivées adressées au ministre de la culture ou aux jurys eux-mêmes, une fois qu'ils ont été constitués.

## Lauréats

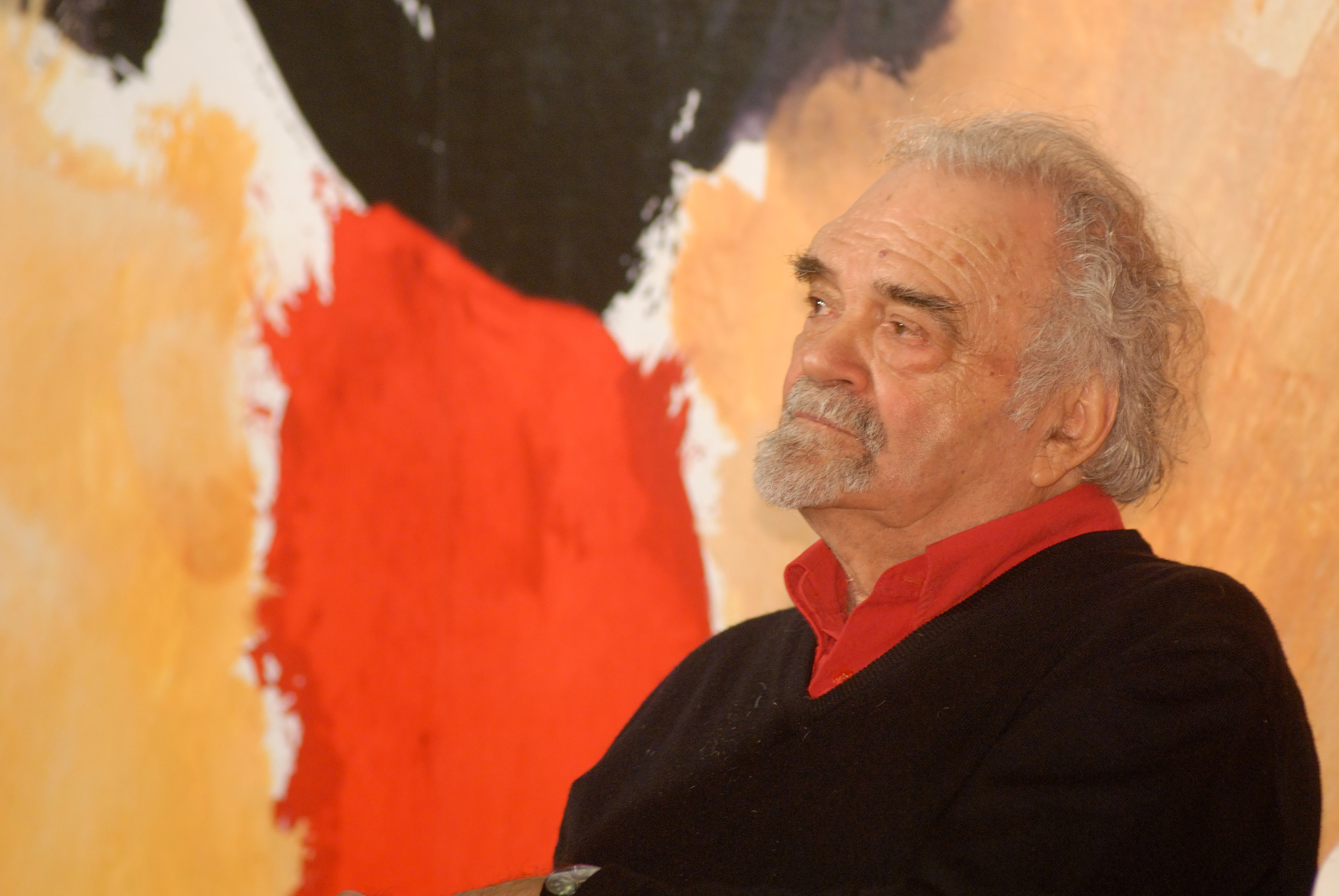
, lauréat en 1982.

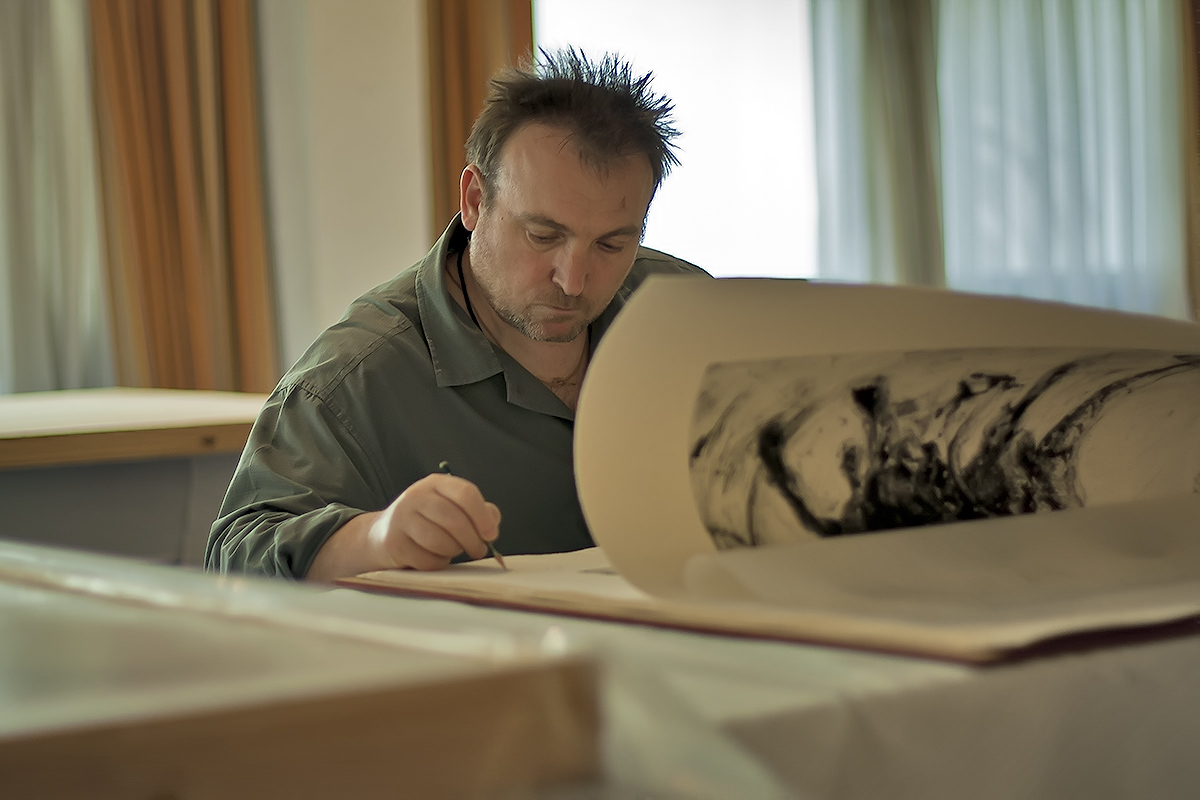
Miquel Barceló, lauréat en 1986.

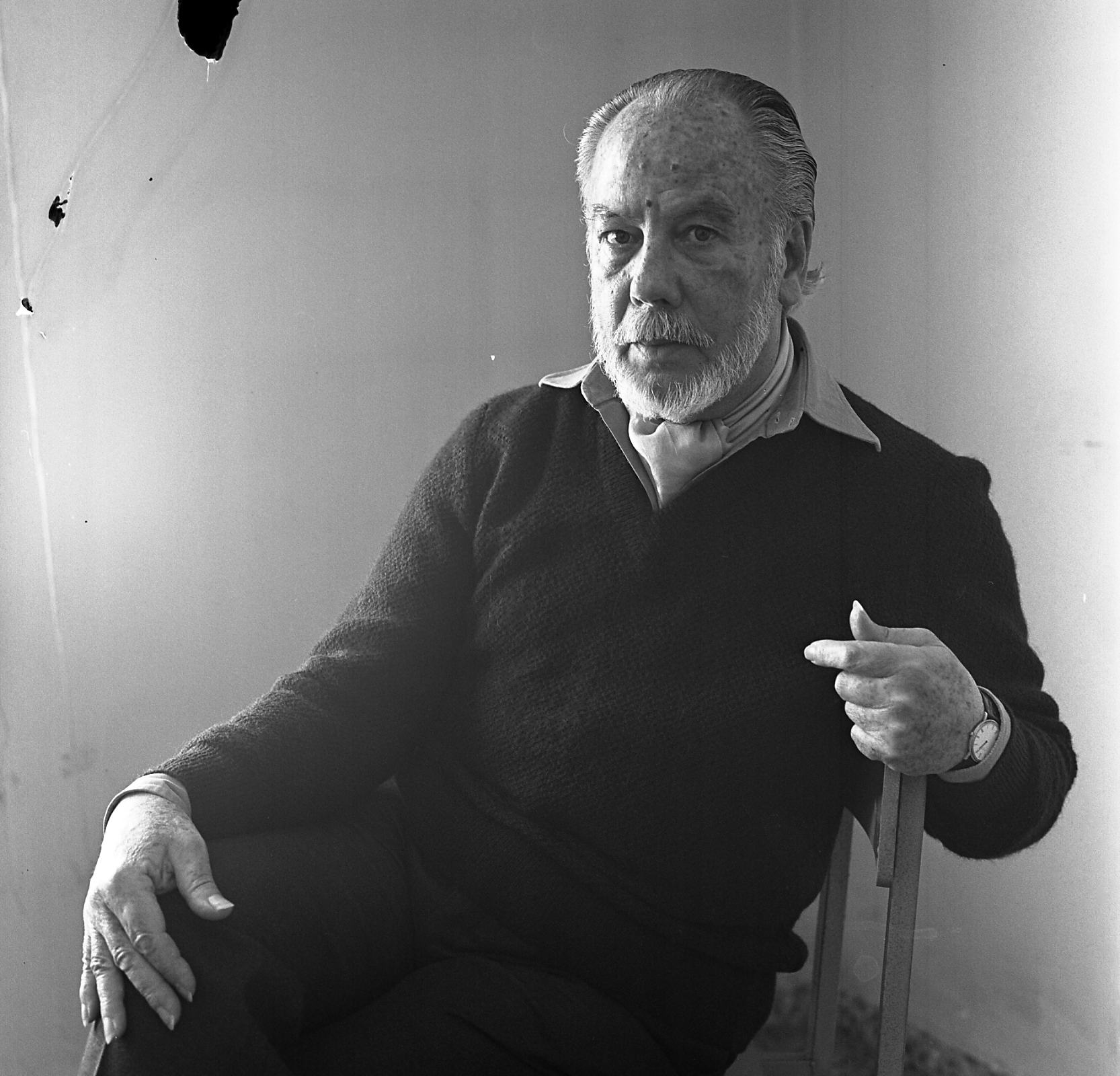
Ramón Gaya, lauréat en 1997.

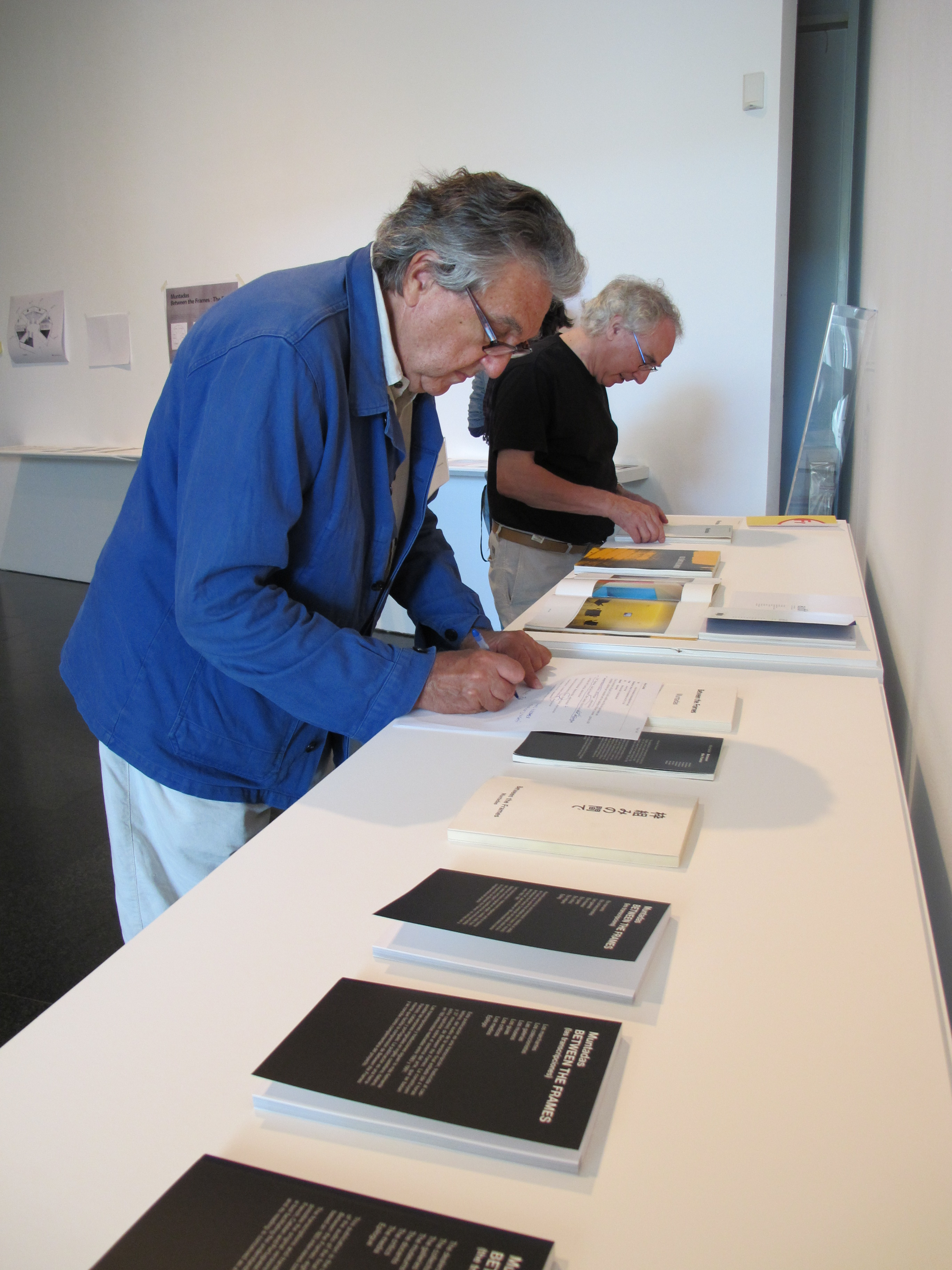
Antoni Muntadas, lauréat en 2005.

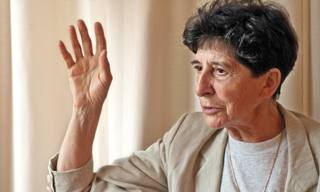
Esther Ferrer, lauréate en 2008.

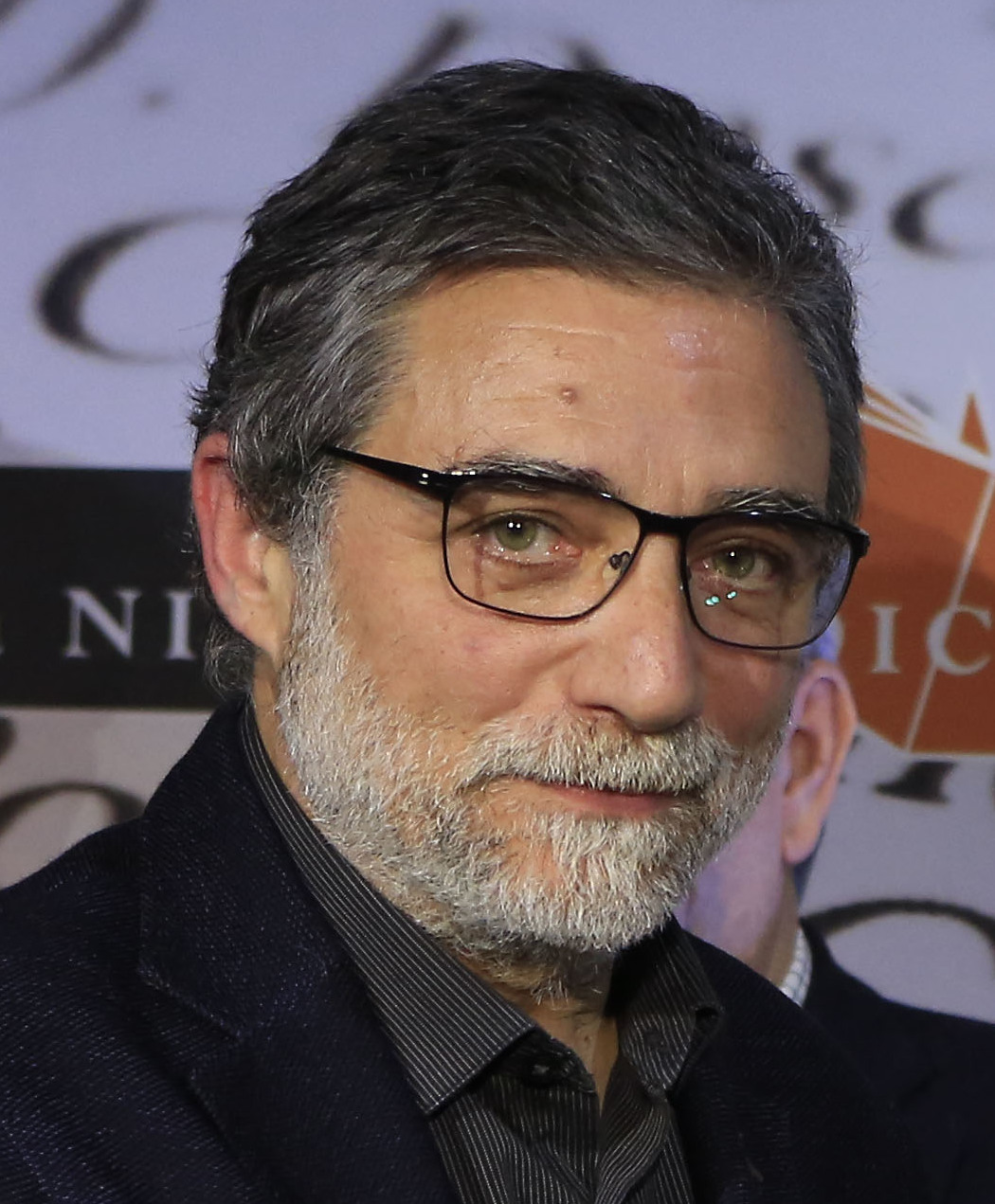
Jaume Plensa, lauréat en 2012.

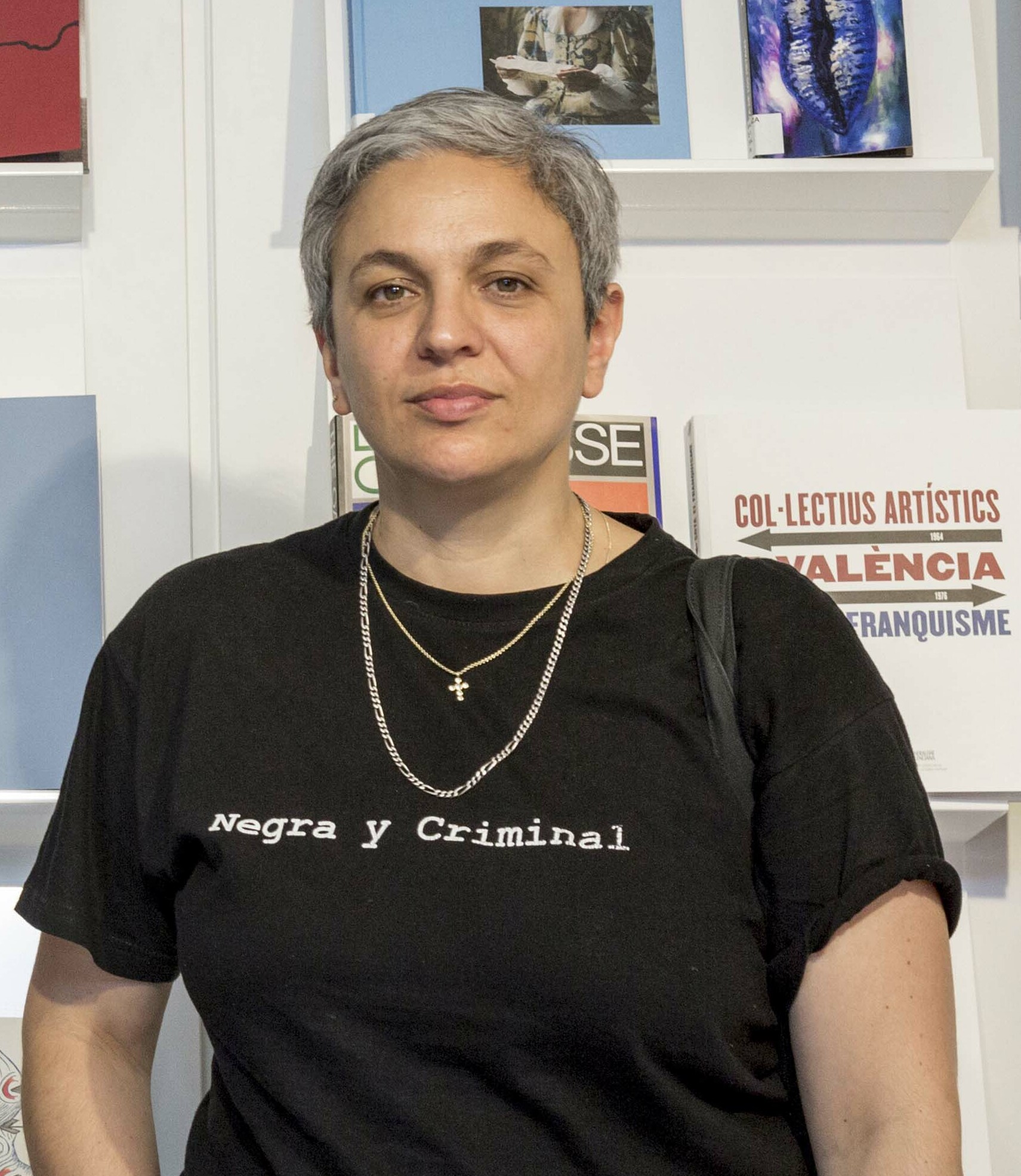
Dora García, lauréate en 2021.

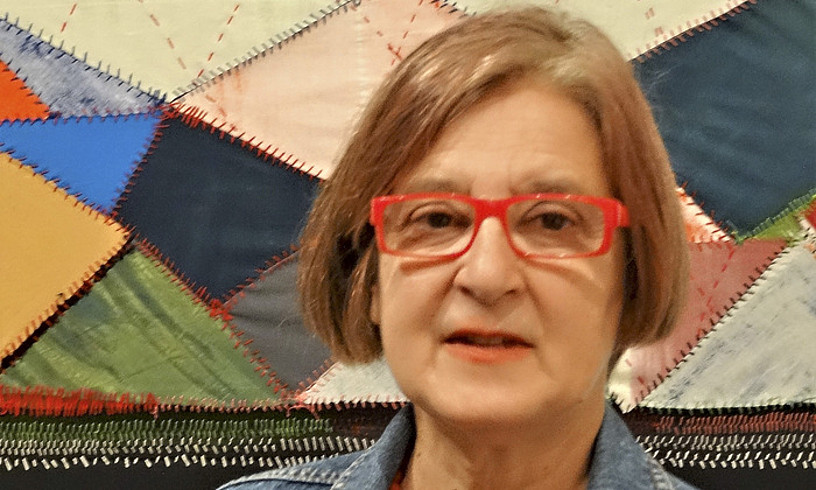
Teresa Lanceta, lauréate 2023

Ce prix a été décerné depuis sa création en 1980 sans interruption :
| Année | Lauréats |
| ----- | --- |
| 1980  | Juan Manuel Díaz Caneja (peintre) Antoni Cumella (es) (céramiste) Albert Ràfols-Casamada (peintre) Martín Chirino López (es) (sculpteur) Carola Torres (es) (tapissier) Manuel Boix (peintre, sculpteur et graveur) |
| 1981  | Manuel Ángeles Ortiz (peintre) Andreu Alfaro (sculpteur) Joan Hernández Pijuan (es) (peintre et graveur) Luis Gordillo (peintre) José Hernández (peintre et graphiste)                                              |
| 1982  | Eduardo Arroyo (peintre) Josep Guinovart (es) (peintre, dessinateur et graveur) Julio López Hernández (sculpteur) Carmen Laffón (peintre, dessinatrice et sculptrice) Rafael Canogar (peintre)                      |
| 1983  | Francesc Català Roca (photographe) Alfonso Fraile (es) (peintre) Lucio Muñoz (peintre) Manolo Valdés (peintre, graveur et sculpteur) Darío Villalba (peintre et photographe)                                        |
| 1984  | Juan Genovés (peintre et graphiste) José Caballero (peintre) Manuel Hernández Mompó (peintre et sculpteur) Baltasar Lobo (sculpteur) Agustí Centelles (photographe)                                                 |
| 1985  | Juan Barjola (es) (peintre) Guillermo Pérez Villalta (es) (peintre et sculpteur) |
| 1986  | Miquel Navarro (peintre, sculpteur et graveur) Miquel Barceló (peintre) |
| 1987  | Non attribué |
| 1988  | Susana Solano (es) (sculptrice) |
| 1989  | José María Sicilia (es) (peintre) |
| 1990  | Juan Navarro Baldeweg (es) (architecte, peintre et sculpteur) |
| 1991  | Adolfo Schlosser (es) (sculpteur) |
| 1992  | Carlos Alcolea (peintre) |
| 1993, | Soledad Sevilla (peintre) |
| 1994, | Eva Lootz, (sculptrice) |
| 1995  | José Manuel Broto Gimeno (es) (peintre) |
| 1996  | Miguel Ángel Campano (peintre) |
| 1997  | Ramón Gaya (peintre et sculpteur) |
| 1998  | Cristino de Vera (es) (peintre) |
| 1999  | Pablo Palazuelo (peintre, graveur et sculpteur) Cristina Iglesias (sculptrice) |
| 2000  | Juan Muñoz (sculpteur) |
| 2001  | Juan José Aquerreta (es) (peintre) |
| 2002  | Juan Uslé (peintre) |
| 2003  | Alfredo Alcaín (peintre) |
| 2004  | Carlos Pazos (sculpteur) |
| 2005  | Antoni Muntadas (artiste conceptuel) |
| 2006  | Pere Jaume Borrell Guinart (peintre) |
| 2007, | Isidoro Valcárcel Medina (artiste conceptuel) |
| 2008, | Esther Ferrer (artiste conceptuelle-performer) |
| 2009, | Nacho Criado (es) (artiste conceptuel) |
| 2010  | Santiago Sierra, qui a refusé le prix. |
| 2011  | Elena Asins (plasticien) |
| 2012  | Jaume Plensa (sculpteur) |
| 2013  | Carmen Calvo Sáenz de Tejada (es) (artiste conceptuelle) |
| 2014  | Jordi Teixidor de Otto (es) (peintre) |
| 2015  | Concha Jerez (es) (artiste conceptuelle) |
| 2016  | Juan Hidalgo Codorniu (compositeur) |
| 2017  | Ángela de la Cruz (es) (peintre) |
| 2018  | Ángel Bados (es) (sculpteur et pédagogue) |
| 2019  | Àngels Ribé (artiste conceptuelle) |
| 2020  | José María Yturralde (es) (peintre) |
| 2021  | Dora García (peintre, enseignante et chercheuse) |
| 2022  | Rogelio López Cuenca (es) (peintre et poète) |
| 2023  | Teresa Lanceta (artiste du textile) |